# Te amo (Andrea del Boca)
Te amo è un album della cantante argentina Andrea del Boca, pubblicato nel 1989 da Wea Latina.

## Tracce
1. Despues de la señal – 3:46  (Enrique Torres, Paolo Garcìa Ramirez)
2. Fantasma – 3:35  (Enrique Londaits, G. Leòn)
3. (Cancion para gritar) "Te Amo"  – 3:26  (Enrique Torres, Enrique Londaits)
4. No vuelvas (Yo te quiero) – 3:46  (Enrique Torres, Valiente)
5. Mas que sola – 3:40  (Enrique Torres, Valiente)
6. Un cero en amor – 3:32  (Ricardo Banjay)
7. Hare de cuenta – 3:11  (Enrique Torres, Enrique Londaits)
8. (Que la noche comiencie) Bailare Bailaras – 3:46  (Enrique Torres, Valiente)
9. Lo que las mujeres no decimos – 3:57  (Schiavone, Ruggeri – Adattamento: Andrea del Boca, Enrique Torres)
10. Para este Amor – 3:23  (Enrique Torres, Valiente)